# Serık Ahmetov
Serık Nyğmetūly Ahmetov (in kazako Серік Нығметұлы Ахметов?; Temırtau, 25 giugno 1958) è un politico kazako.
È stato il Primo ministro del Kazakistan dal settembre 2012 all'aprile 2014.